# Бонами де Бельфонтен, Шарль Огюст Жан-Батист Луи-Жозеф
Шарль Огюст Жан Батист Луи Жозеф Бонами де Бельфонтен (фр.  Charles Auguste Jean Baptiste Louis Joseph Bonamy, dit de Bellefontaine, 1764—1830) — французский генерал, участник Наполеоновских войн.

## Биография
Родился 18 августа 1764 года в Майлезе, Вандея. В военную службу вступил добровольцем в 1791 году в 1-й Вандейский батальон и уже в 1792 году был произведён в лейтенанты. Под началом Дюмурье совершил кампании в Бельгии и Шампани.
В 1795 году был назначен начальником штаба в корпусе Клебера, отличился в октябре того же года при блокаде Майнца.
Затем служил под начальством Марсо, после гибели которого 21 сентября 1796 года был арестован по обвинению в поддержке снабжения осаждённого австрийского гарнизона Эренбрейтштейна. Оправдан, но более года оставался без служебного назначения.
15 декабря 1797 года с 5 батальонами занял подчинённый Берну Эргель, положив начало французскому завоеванию Швейцарии.
В 1798 году Бонами был начальником штаба римской армии генерала Шампионне. Отличился в кампании в Неаполитанском королевстве. 15 декабря 1798 года произведён в бригадные генералы.
16 марта 1799 года был арестован вместе с Шампионне, освобождён 24 июля того же года, месяц спустя назначен в рейнскую армию Моро, где служил в дивизии Нея. Был командиром бригады дивизии Лоржа корпуса Монсея, направленного в мае 1800 года в Италию через Сен-Готард.
Будучи обвинённым во взяточничестве и воровстве, Бонами 11 июля 1800 года вышел в отставку. Проживал в Флоселье, Вандея, где был избран мэром.
В марте 1811 года возвращён на военную службу, назначен командиром расположенной в Любеке 3-й бригады 1-й дивизии 1-го корпуса маршала Даву. Здесь он стал фигурантом крупного скандала, проливающего свет на взаимоотношения военных и гражданских чинов Первой империи. 9 ноября 1811 года его адъютант выставил французского супрефекта и высших чинов полиции из ложи любекского театра, в которой Бонами расположился сам.
Жалоба оскорблённых чиновников дошла до Наполеона, поручившего Даву разобраться с ней. Даву же поступил простейшим образом — поменял гарнизоны Гамбурга и Любека. На том всё и закончилось.
В 1812 году он выступил в Российский поход. В Бородинском сражении Бонами возглавил атаку 30-го линейного полка 1-й пехотной дивизии Морана на батарею Раевского в центре позиции. Вопреки диспозиции Наполеона, повёл полк не в батальонных колоннах, а в развёрнутом строю. Взял штурмом батарею Раевского, но затем был разбит русской контратакой. получив 13 штыковых ран был взят в плен фельдфебелем 1-й гренадерской роты 18-го егерского полка Василием Золотовым. Желая спастись, Бонами назвал себя королем неаполитанским Мюратом, крича на ломаном русском языке, что он «король Мюрат» — накануне из допроса пленных Бонами узнал, что из всего французского командного состава русские солдаты по имени знают только самого Наполеона и начальника кавалерии Мюрата.
«Дивизионный оный генерал, видевший гренадера, хотевшего заколоть его штыком, назвал себя королем; он, взявши его за шиворот, и привел к главнокомандующему, за что тут же получил Георгиевский крест».
На самом деле, гренадер Золотов за пленение французского генерала был произведён светлейшим князем М. И. Кутузовым в офицеры и получил чин подпоручика.
Генерал А. П. Ермолов, руководивший контратакой на батарею Раевского, принял личное участие в судьбе Бонами, отправив того на лечение в дом своего отца в городе Орёл. В плену Бонами находился до самого окончания Шестой коалиционной войны, после чего был отпущен на родину.
22 месяца плена генерал провел в родовом имении А. П. Ермолова селе Лукьянчиково. В 1985 году орловские краеведы записали воспоминания жителей села, касающиеся пленного француза:
«Ермолов в плен его взял и к Кутузову притащил. Француз весь исколотый был, очень стонал, а у Алексея Петровича у самого рана в шею, но он и виду не подает. А Михаил Илларионович говорит: „Голубчик, ты его полонил, ты его и корми“. И отправил Алексей Петрович того генерала в деревню к отцу»……. «Мы все, почитай, французы! Много девок тот генерал перепортил».
При Первой Реставрации Бурбонов — генерал-лейтенант, но назначения не получил.
При возвращении Наполеона с острова Эльбы Бонами перешёл на его сторону. После Второй Реставрации Бонами был уволен и проживал как частное лицо. Скончался в Флоселье 7 августа 1830 года.
Впоследствии его имя было выбито на Триумфальной арке в Париже.

## Комментарии
1. ↑  Вопреки первоначальному плану, Моро отправил в Италию не отборный 25-ти тысячный корпус Лекурба, а 15-ти тысячный сводный корпус Монсея, составленный, естественно, из худших войск.
2. ↑  В сражении при Маренго 14 июня 1800 года дивизия Лоржа не участвовала, прикрывая Ломбардию с востока по линии реки Адды. Утверждения об участии Бонами в сражении при Маренго объясняются тем, что поход Наполеона в Италию в 1800 году во французской литературе часто именуется кампанией Маренго (фр. Campagne de Marengo).